# Guillemins (Liège)
Pour les articles homonymes, voir Guillemins.
Les Guillemins est un quartier administratif de la ville de Liège situé sur la rive gauche de la Meuse au sud du  quartier administratif du Centre. La principale gare de la ville se trouve dans le quartier.
Depuis 2000, année du début du chantier de la nouvelle gare TGV, le quartier connait d'importantes transformations.

## Historique

### Les origines du quartier

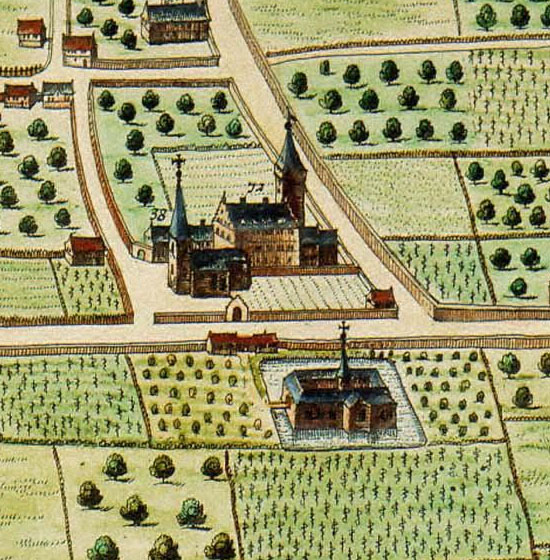
1649 : devant l'église Sainte-Véronique et le couvent des sœurs angelines, le couvent des Guillemins, entouré de son fossé et de ses jardins

Le quartier faisait jadis partie du quartier d'Avroy, domaine boisé et couvert de prairies où des familles notables occupaient des maisons fortes. L'une de ces maisons, le château de la Motte, est occupé fin du XIIIe siècle par les moines ermites bénédictins de l'ordre de Saint-Guillaume et devient le couvent des Guillemins de Liège. C'est ce couvent qui donnera son nom au quartier. À la suite de difficultés et de la révolution de 1789, le couvent et les terrains sont confisqués et vendus. Sur l'emplacement de l'ancien couvent et de ses dépendances, ont été créés la première station de chemin de fer qui porte son nom, de même que tout un nouveau quartier qui donna naissance à toutes les rues environnantes.
En plus du château de la Motte détruit en 1904, on compte quelques autres manoirs telles que la Tour Rosen, la Bastrie ou encore la Tour aux Sapins. La Tour Rosen construite en 1516 est la dernière de ces maisons fortes encore debout aujourd'hui. La Bastrie (ou Bastrée) est édifiée par le prince-évêque Jean d'Arckel, appréciant le couvent des Guillemins et manifestant une prédilection particulière pour ses environs. Possession au siècle suivant de la famille De Limbourg, ensuite habité par le bourgmestre de Liège, Gérard Caroli, il subit de nombreuses transformations. Appelé au XIXe siècle le Waux-Hall des Guillemins, il sera aussi démoli en 1904, après avoir servi de carrosserie. Lors de la démolition on a pu constater que les murs de sa tour étaient d'1 mètre 70. La Tour aux Sapins, dans laquelle naquit Pierre-Étienne Dossin, est détruite en 1892. Une de ses cheminées portait la date de 1595 mais il ne s'agit que d'une reconstruction et l'édification de ce manoir est antérieure.

### Les débuts du chemin de fer
Au milieu du XIXe siècle , le quartier s'urbanise à la suite du développement des chemins de fer.
Dès 1838, une voie ferrée relie Bruxelles à Ans, sur les hauteurs de Meuse, mais les trains ne peuvent descendre à Liège à cause de la trop forte déclivité. C'est grâce au plan incliné imaginé par l'ingénieur Henri Maus que le problème est résolu et qu'une première gare est construite en 1842 dans le quartier. Pour descendre, il faut faire confiance aux freins du convoi; pour remonter, c'est tout un système de treuil et de câbles qui est sollicité, exemple unique à l'époque.

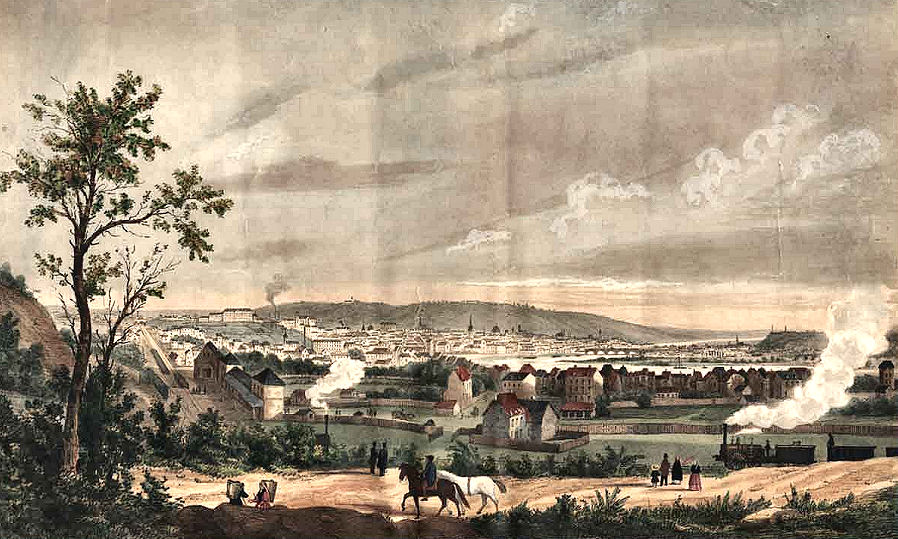
Le quartier des Guillemins en 1845.

## L'aménagement du quartier auXXIesiècle
Le quartier est en plein redéploiement et les grands projets sont nombreux. L'apparence du quartier se modifie profondément depuis le début des travaux de la nouvelle gare TGV.

### Achevés

#### Gare de Liège-Guillemins
Les travaux de la nouvelle gare de Liège-Guillemins débutant en 2000 signent les premières transformations importantes du quartier. Le déplacement de la gare de près de 150 mètres va entraîner de nombreuses expropriations et démolitions. Ainsi, la rue Jonckeu, reliant la rue Bovy à la rue Paradis, disparaît complètement seule l'impasse du même nom située de l'autre côté de la rue Paradis persiste. Cette impasse est tout ce qui reste du Grand Jonckeu (bas-latin signifiant « planté de joncs »), artère très importante de l'ancienne cité de Liège, qui allait de la rue Grandgagnage à Fragnée en passant par l'actuelle rue Louvrex.
La rue Paradis voit aussi disparaître toutes les habitations situées entre la rue de Sclessin et le rue Varin
Les maisons situées de part et d'autre de la rue Bovy sont aussi démolies. La rue Varin a été en partie rasée, un coup dur pour cette rue traditionnellement vouée à la prostitution, où subsistent quelques « commerces spécialisés ».
La rue du Plan Incliné, un important parking a été construit (à droite sur la première photo ci-dessous), et de nombreux immeubles sont en voie de réfection. Il est urgent d'améliorer l'aspect que présente l'accès à la gare en venant de l'autoroute.

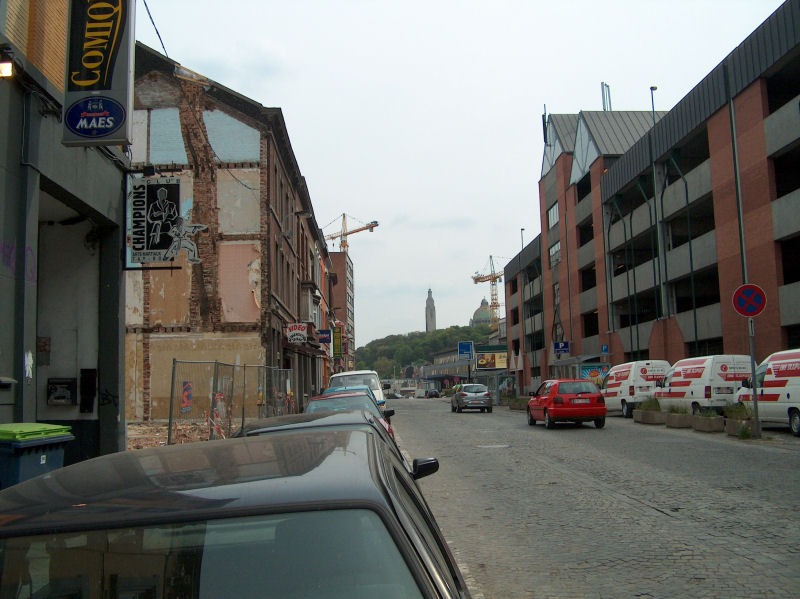
Le nouveau parking SNCB de la rue de Plan Incliné en avril 2004
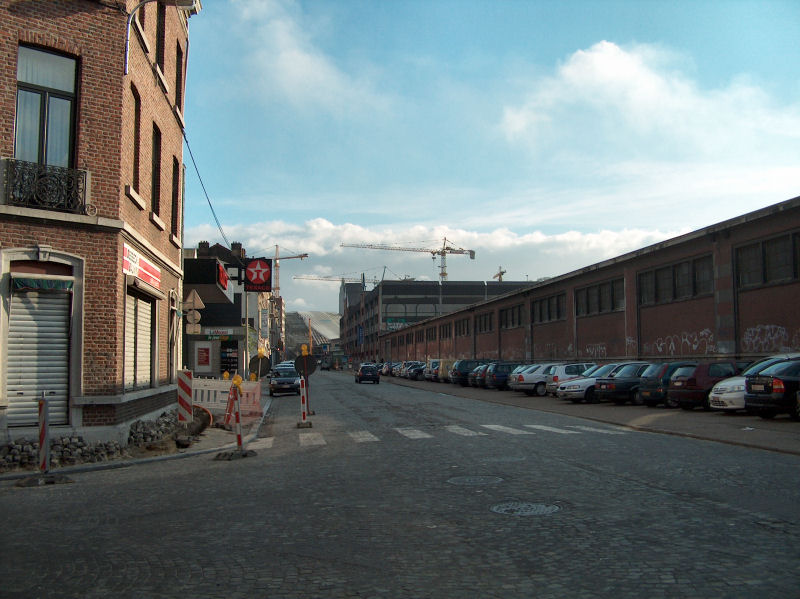
La rue du Plan Incliné comme on la découvre en venant de l'autoroute
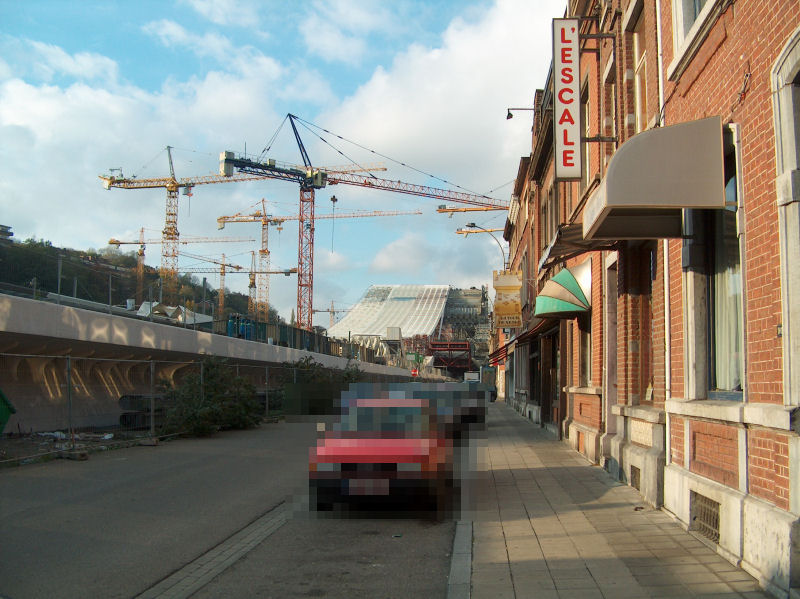
La rue Varin en novembre 2005

#### Place Pierre Clerdent
Aménagement de la place située devant la gare du même nom, les travaux ont commencé début février 2011 et l'inauguration a lieu le 14 mai 2014. La ville de Liège baptise en juin 2015 cette nouvelle place « place Pierre Clerdent ». La ville souhaite ainsi rendre hommage au résistant et à l'artisan de l'arrivée du TGV à Liège.

#### Tour Paradis
Tour Paradis, culminant à 118 m, les fonctionnaires ont commencé à y emménager à partir de février 2015.

#### Quais de Meuse
Réaménagement des quais de Meuse (quai de Rome, boulevard Frère-Orban, avenue Blonden). Les travaux ont débuté le 19 novembre 2012 et se sont terminés le 25 mars 2015. L’inauguration a lieu le 19 avril 2015,.

#### Design station of Wallonia
Design Station Wallonia, centre du design implanté sur l'esplanade des Guillemins, inauguré le 8 octobre 2015.

#### Passerelle La Belle Liégeoise
La Passerelle La Belle Liégeoise reliant le quartier administratif des Guillemins au parc de la Boverie (les travaux ont débuté en mai 2014 et se sont achevés au printemps 2016). Elle a été inaugurée et ouverte au public le 2 mai 2016.

#### Liège Office Center

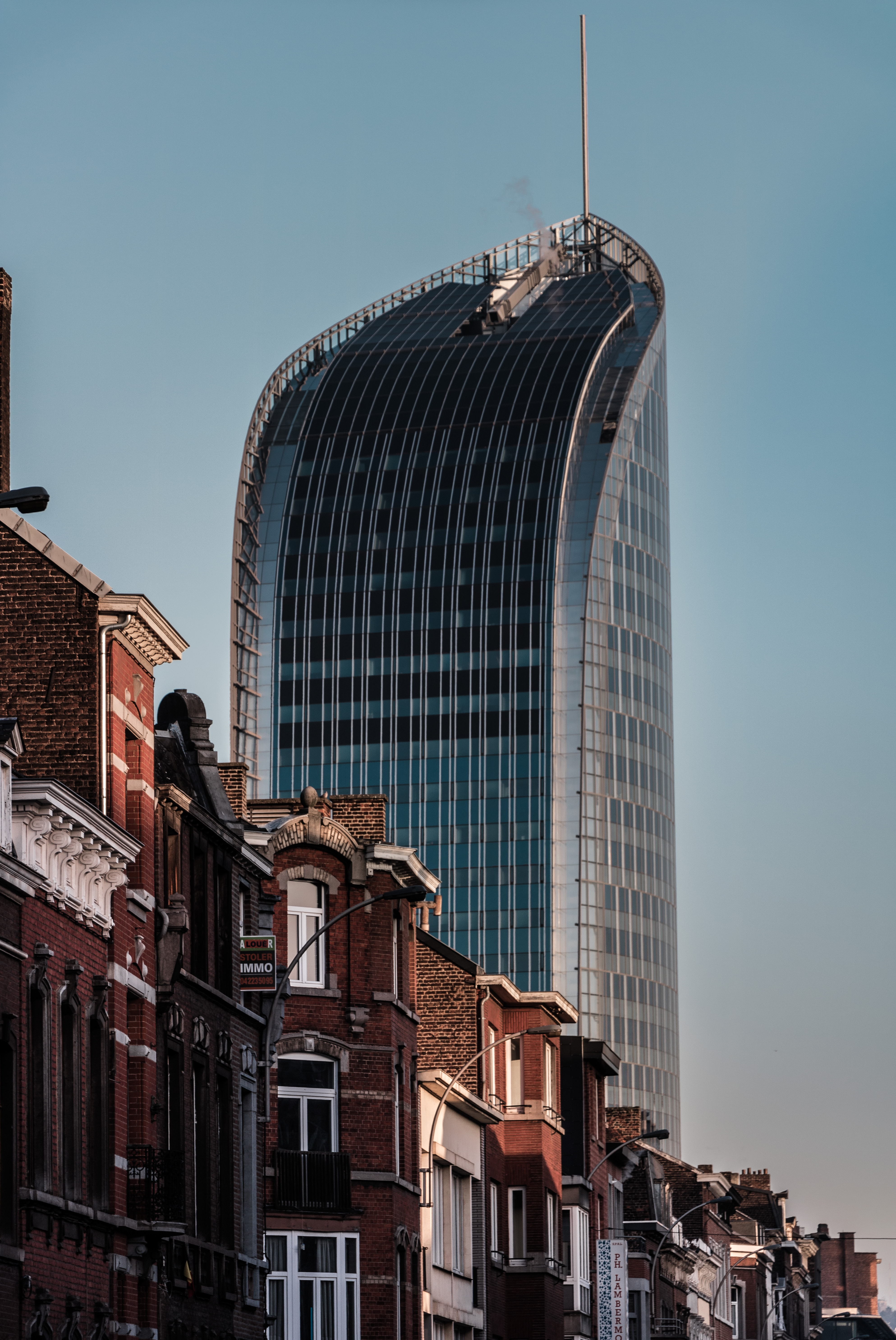
Quartier Guillemins, Liège, Wallonie, Belgique (photo libre de droits: Quentin Grignet, via Unsplash)

Le projet « Liège Office Center » de la société Ardent Group débute en 2016 avec la destruction de 14 bâtiments au coin de la place des Guillemins et de la rue des Guillemins. Il s'agit d'un projet centre d'affaires de 17 000 m2 comprenant notamment 11 000 m2 de bureaux, un hôtel 3 étoiles, des commerces, des logements et un parking souterrain. Le chantier qui débute fin 2017, devait prendre fin au début de l'été 2019,. Finalement, le projet est achevé en mars 2020,.
Le tram
Retour du tramway de Liège. Les travaux ont débuté en 2019 et devaient durer 3 ans. A cause de la pandemie de covid, ceux ci ont pris du retard. Le tram traverse le quartier en s’arrêtant devant la gare, il a été inauguré en avril 2025.  

### En cours de réalisation

#### Esplanade et Paradis Express
Création d'une esplanade entre la gare et la Meuse avec le développement d'un quartier d'affaires (aménagement sur 1,5 hectare de nouveaux îlots, de 4 à 5 niveaux, qui accueilleront 35 000 m2 de bureaux et de logements).

### En projet ou en cours d'étude

#### Îlot Balteau
Aménagement d'une soixantaine d'appartement sur de l'îlot Balteau.

## Artères principales
- Place des Guillemins
- Rue des Guillemins
- Place Joseph de Bronckart
- Rue du Plan Incliné
- Rue de Fragnée
- Place des Franchises